# Sedlec (zámek, okres Kutná Hora)
Zámek Sedlec se nachází v Kutné Hoře v městské části Sedlec. Klasicistní zámek vznikl v první polovině 19. století přestavbou bývalého proboštství zrušeného cisterciáckého kláštera a jeho areál je od roku 1966 kulturní památkou.

## Historie
Cisterciácký klášter v Sedlci byl založen v roce 1142. První klášterní budovy byly postaveny ve druhé polovině 12. století a ve druhé polovině 13. století pravděpodobně v tehdejší klášterní bráně vznikl kostel sv. Filipa a Jakuba, který sloužil i laickým příslušníkům řádu; k rozšíření kostela došlo po roce 1389, kdy byla přistavěna druhá loď a byla postavena věž. Na přelomu 13. a 14. století byl o něco východněji vybudován pětilodní konventní kostel Nanebevzetí Panny Marie. V roce 1421 byl klášter dobyt a vypálen husitským vojskem. K postupné obnově docházelo po roce 1454, ale k zásadní přestavbě došlo až koncem 17. století.
Přestavbu konventního kostela Nanebevzetí Panny Marie a sv. Jana Křtitele dokončil Jan Blažej Santini-Aichel v roce 1708. Na počátku 18. století byla nahrazena i většina konventních budov barokními stavbami, což středověký ráz klášterního areálu proměnilo. Dřívější obydlí laiků u kostela sv. Filipa a Jakuba bylo přebudováno na sídlo proboštství, kostel byl ovšem v roce 1783 společně s cisterciáckým klášterem zrušen a v roce 1817 byl zbořen. Některé okolní budovy klášterního areálu zůstaly ale zachovány. Když na konci druhého desetiletí 19. století získal panství Sedlec rod Schwarzenbergů, byla budova bývalého proboštství kláštera přestavěna na klasicistní zámek. Ten potom sloužil především jako kanceláře a byty panských úředníků.
Schwarzenbergové vlastnili zámek až do roku 1945, pak ho využíval stát pro kanceláře státního statku. V roce 1993 získal v rámci restitucí areál zpět Karel Schwarzenberg, pro sedlecký zámek ale nebylo vhodné využití a chátral. Zámek s hospodářským dvorem byl pouze zajištěn proti volnému vstupu plechovým plotem a byly provedeny některé dílčí práce (oprava střechy klasicistní budovy). V roce 2013 Národní památkový ústav konstatoval zhoršující se stav nevyužívaného areálu včetně demolice jedné budovy středověkého původu.
Budovu bývalého pivovaru získal v roce 2010 jiný majitel se záměrem pivovar postupně zrekonstruovat.

## Popis
Zámecká budova (čp. 16) je čtyřkřídlý patrový objekt nepravidelného půdorysu, na němž jsou patrné stopy stavebního vývoje od 14. století do 1. poloviny 19. století, tedy od gotiky až po empír. Ve středu hlavního průčelí obráceného na západ je trojosý rizalit s předsunutým balkonem a trojúhelníkovým frontonem. Před tímto průčelím býval park s rybníčkem. Na jihovýchodě přiléhá k zámku budova fary (čp. 127), obrácená průčelím k východu. Východně od zámku se dochovaly i některé pozůstatky kostela sv. Filipa a Jakuba (částečně v ohradní zdi areálu, částečně jsou i součástí farní budovy – např. zdivo věže).
V jihovýchodním cípu areálu je budova bývalého pivovaru (čp. 136) s torzem sladovny, bývalé sýpky. Dochovalo se tu např. kamenné šnekové schodiště.
Součástí chráněného areálu jsou i bývalé hospodářské objekty (barokní domy čp. 129 a 130) severozápadně od hlavní budovy zámku.
V bezprostředním sousedství sedleckého zámku jsou další dvě památky: na severní straně kostel Všech svatých s kostnicí, na jihovýchodě Santiniho kostel Nanebevzetí Panny Marie a svatého Jana Křtitele.